# Luigi Cini
Luigi Cini (Curitiba, 20 de junho de 2002) é um skatista brasileiro. Foi medalha de prata no Mundial de Park de 2023, em Roma. Representou o Brasil nos Jogos Olímpicos de 2024, em Paris.

## Biografia
Sua trajetória no skate começou em Curitiba, cidade natal. Em 2019, foi campeão brasileiro de skate vertical. Venceu a primeira etapa do Skate Total Urban (STU) em 2020.
Em 2023, levou a medalha de prata no Campeonato Mundial de Skate Park, realizado em Roma. O brasileiro ficou atrás do norte-americano Gavin Bottger.
Para disputar os Jogos Olímpicos de Verão de 2024, em Paris, Luigi teve que superar uma lesão. Em novembro de 2023, o brasileiro estava andando de wakeboard quando sofreu uma entorse que lesionou o joelho direito. Uma cirurgia chegou a ser cogitada, o que deixaria o brasileiro fora dos Jogos. Porém, o brasileiro conseguiu se recuperar e foi confirmado para as competições.
Em Paris, Cini disputou a prova do park e ficou em sétimo lugar. A competição teve Augusto Akio como medalhista de bronze. 